# Pulheim
Pulheim – miasto w Niemczech, położone w kraju związkowym Nadrenia Północna-Westfalia, w rejencji Kolonia, w powiecie Rhein-Erft. W 2010 roku miasta liczyło 53 769 mieszkańców.